# 蒋炳尧
蒋炳尧（1957年2月21日—），中华人民共和国上海市人，足球教练，前足球运动员，被称为“上海足坛名将”。目前蒋炳尧任中国足球超级联赛上海东亚足球俱樂部体能教练。

## 生涯
球员时代，蒋炳尧在上海队踢球，是当时上海队的主力后卫，与张惠康、奚志康、林志桦、秦国荣等是队友，经历了上海队的降级，也拿到过1983年第五届全运会男足比赛的冠军。1984年，蒋炳尧退役。挂靴后，蒋炳尧活动于上海的企业足球圈。后来，上海足协委派他担任城运会上海男足助理教练、第十届全运会上海男足队助理教练。2006年，徐根宝与上海市体育局签约，由徐根宝出任总教练，徐根宝的上海东亚俱乐部组成男子足球队出战第十一届全运会，蒋炳尧与守门员教练卞根喜一起被派往根宝基地。2008年和2009年，蒋炳尧出任上海东亚一线队主教练。2010年，范志毅顶替蒋炳尧，蒋炳尧改而执掌上海东亚93-94梯队，半年后率队夺得“鸟巢杯”冠军。2011年，范志毅离开上海东亚，蒋炳尧重新成为上海东亚主教练，带队拿到2012年中国足球甲级联赛冠军，冲上中超。2013年，上海东亚聘请高洪波出任主教练，蒋炳尧担任球队的体能教练。蒋炳尧虽曾两度担任上海东亚主教练，但实际掌控球队大权的是徐根宝，蒋炳尧只是“代理人”。